# Farouk Belkaïd
Farouk Belkaïd, né le 14 novembre 1977 à Bordj Menaïel (Algérie), est un ancien footballeur international algérien.
Il compte 20 sélections en équipe nationale entre 2000 et 2005.

## Biographie
Farouk Belkaïd connaît sa première sélection en équipe d'Algérie le 8 décembre 2000 face à la Roumanie. Il est régulièrement sélectionné par Rabah Madjer en 2000/2001 puis Georges Leekens en 2003/2004.
Formé à la JS Bordj Menaïel, il rejoint les rangs de la JS Kabylie en 1998. Au sein du club kabyle il gagne un titre de champion d'Algérie, et trois coupes d'Afrique. Il signe à l'USM Alger en juin 2005.
Il quitte donc la JS Kabylie lors de l'été 2005, ce qui lui vaut la foudre des supporteurs kabyles qui jurent qu'ils ne refera plus jamais un match a Tizi Ouzou ni même portera le maillot de la JS Kabylie. Depuis son départ du club, le joueur a continué à briller avec les clubs MC Alger et ES Sétif, avec qui il remporte plusieurs coupes nationales et nord-africaines.

## Palmarès

### Palmarès national
- Champion d'Algérie en 2004 avec la JS Kabylie.
- Champion d'Algérie en 2009, 2012 et 2013 avec l'ES Sétif.
- Vice-champion d'Algérie en 1999, 2002 et 2005 avec la JS Kabylie.
- Vice-champion d'Algérie en 2010 avec l'ES Sétif.
- Vainqueur de la Coupe d'Algérie en 2010 et 2012 avec l'ES Sétif.
- Vainqueur de la Coupe d'Algérie en 2007 et avec le MC Alger.
- Finaliste de la Coupe d'Algérie en 1999 et 2004 avec la JS Kabylie.
- Finaliste de la Coupe d'Algérie en 2006 avec l'USM Alger.
- Vainqueur de la Supercoupe d'Algérie en 2007 avec le MC Alger.

### Palmarès international
- Vainqueur de la Coupe de la CAF en 2000, 2001 et 2002 avec la JS Kabylie.
- Finaliste de la Coupe de la confédération en 2009 avec l'ES Sétif.
- Demi-Finaliste de la Ligue des champions arabes en 2009 avec l'ES Sétif.
- Vainqueur de la Ligue des champions arabes en 2008 avec l'ES Sétif.
- Vainqueur de la Coupe nord-africaine des clubs champions en 2009 avec l'ES Sétif.
- Vainqueur de la Coupe nord-africaine des vainqueurs de coupe en 2010 avec l'ES Sétif.
- Vainqueur de la Supercoupe de l'UNAF en 2010 avec l'ES Sétif.

### Palmarès individuels
- Meilleur joueur Algerien DZFoot d'or 2002[1].

### En sélection
- 20 sélections et 1 but en équipe d'Algerie A (au 1er janvier 2006)

Voici la liste des matchs de Farouk Belkaïd en sélection :
- 9 février 2005 :  Algérie 3-0  Burkina Faso
- 17 novembre 2004 :  Algérie 1-2  Sénégal
- 17 août 2004 :  Algérie 2-2  Burkina Faso
- 3 juillet 2004 :  Nigeria 1-0  Algérie
- 26 septembre 2003 :  Algérie 0-0  Burkina Faso
- 20 juin 2003 :  Algérie 1-0  Namibie
- 24 avril 2003 :  Algérie 3-1  Madagascar, (1 but)
- 12 février 2003 :  Algérie 1-3  Belgique
- 25 janvier 2003 :  Ouganda 0-1  Algérie
- 11 octobre 2002 :  Algérie 4-1  Tchad
- 24 septembre 2002 :  Algérie 1-1  Ouganda
- 7 septembre 2002 :  Namibie 0-1  Algérie
- 20 août 2002 :  Algérie 1-1  RD Congo
- 21 juillet 2001 :  Algérie 1-1  Égypte
- 17 juin 2001 :  Burkina Faso 1-0  Algérie
- 4 mai 2001 :  Algérie 1-2  Maroc
- 24 mars 2001 :  Burkina Faso 0-1  Algérie
- 26 janvier 2001 :  Algérie 1-0  Namibie
- 12 janvier 2001 :  Algérie 2-1  Burkina Faso
- 8 décembre 2000 :  Algérie 2-3  Roumanie